# Gyna incommoda
Gyna incommoda är en kackerlacksart som beskrevs av Robert Walter Campbell Shelford 1909. Gyna incommoda ingår i släktet Gyna och familjen jättekackerlackor. Inga underarter finns listade i Catalogue of Life.